# 3394 Banno
3394 Banno eller 1986 DB är en asteroid i huvudbältet som upptäcktes den 16 februari 1986 av den japanska astronomen Shigeru Inoda i Karasuyama. Den är uppkallad efter den japanska astronomen Yoshiaki Banno.
Asteroiden har en diameter på ungefär 6 kilometer.